# Rue Barye
La rue Barye est une voie du 17e arrondissement de Paris, en France.

## Situation et accès
La rue Barye est une voie publique située dans le 17e arrondissement de Paris. Elle débute au 19, rue Médéric et se termine au 20, rue Cardinet.

## Origine du nom

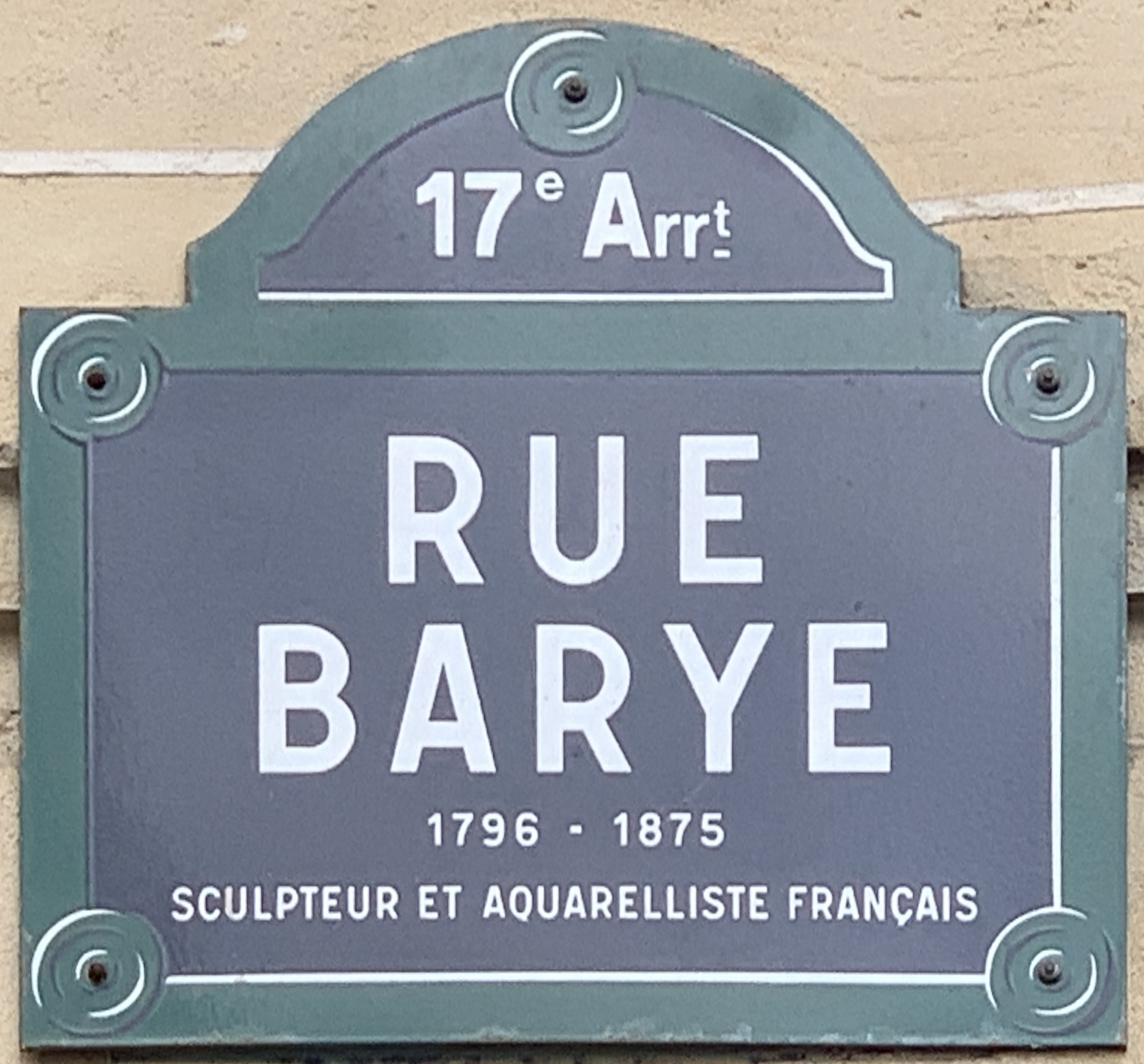
Plaque de la rue.

Elle porte le nom du sculpteur et aquarelliste français Antoine Louis Barye (1795-1875).

## Historique
Cette voie, ouverte par la Société immobilière de Paris en 1880 sous le nom de « rue Transversale, reçoit par arrêté du 30 août 1884 sa dénomination actuelle.